# Умуркумурс
Умуркумурс — популярный рижский праздник в период с XVII по XIX век.
Отмечался бедными и среднезажиточными слоями населения в Риге ежегодно после окончания шведско-польской войны 1600—1629 годов. Его название происходит от искажённого в городском просторечьи сочетания немецких слов Hunger-Kummer («голод-нужда»), которое относится к истории создания этого праздника.

## История
В период опустошительной для ливонской провинции шведско-польской войны многие населённые пункты сельской местности подвергались неупорядоченному разграблению двумя воюющими сторонами поочерёдно. Основной урон был нанесён жителям сёл в современных Видземе и Земгале, за которые фактически две монархии вели территориальный спор. Из-за нестабильности многие крестьяне, потерявшие надежду, бросили свои угодья на произвол судьбы и отправились искать счастья в относительно укреплённой Риге. Поскольку беженцы из сельской местности прибывали систематически, самые инициативные из них выдвинули предложение собираться у крепостных укреплений на самом видном месте у горы Куббе, возле которой был разбит лагерь. В центральной части лагеря, который со временем разрастался, был установлен высокий столб, на котором вывешивались переданные гонцами либо принесённые разведчиками документальные донесения рата о раздаче продовольствия или о времени наступления богослужений. С наибольшим «трепетом» беженцы ожидали сведений о ходе ведения боевых действ, так как эти сведения могли напрямую повлиять на вопрос их возвращения. Если ситуация складывалась критически, то на столб вешался специальный флажок тревоги, если разведчик приносил хорошие новости, то флажок срывался. Разведчик, который докладывал беженцам о происходящем на фронтах, имел возможность претендовать на определённое вознаграждение. Он же, передавая эти же хорошие новости рату, также получал вознаграждение и от бургомистров. После окончания военных действия в 1621 году, когда шведский монарх Густав II Адольф получил ключи от Риги на Ратушной площади, одержав победу в войне, многие беженцы предпочли не возвращаться в «родные пенаты», а остаться в гостеприимной Риге, устроившись на работу в цеха для ненемцев. Таким образом, в день, особо почитаемый в средневековой Риге (день святого Михаила) в процессе сбора урожая, а в особенности после него, бывшие беженцы, которым удалось закрепиться в столице шведской Лифляндии, собирались на памятное богослужение. Через некоторое время богослужения стали сопровождаться народными играми, которые несли функцию увеселительно-развлекательного напоминания о «голодных» событиях в жизни лифляндских крестьян первой четверти XVII века.

## Традиция
Итак, к началу XVIII века день, который был призван напомнить о тяжёлом периоде жизни людей из провинции, окончательно превратился в день, в который устраивались широкомасшабные народные гулянья. Праздник решено было начинать ещё 6 августа, а его кульминационные моменты приходились на первый, третий и пятый понедельник после 6 августа. Игры были построены так, что они должны были являться символическим отражением отдельных деталей лагерного бытия беженцев. Например, в центре Ратушной площади ставился столб (иногда вместо такового мог использоваться святой Роланд, статуя которого украшала центр площади). К верхнему концу столбы привязывались различные лакомства, фрукты, некоторые предметы, полезные в быту, украшения. В некоторых случаях на самый верх сажали красивую девушку. Человек, который желал стяжать все эти блага цивилизации, должен был покорить гладкий намыленный столб и собственноручно снять их с него. Добраться до самого верха довольно высокого столба было непросто, поэтому победителями становились самые ловкие и натренированные претенденты. В ходе празднества участники могли поучаствовать в других развлекательных мероприятиях, таких как эстафеты с преодолением препятствий (память о гонцах, спешивших принести хорошие вести с полей сражений), стрельба, подъём тяжестей, состязание в кулинарном искусстве.
К началу XIX века старые горячо любимые народные традиции празднования Умуркумурса (заслужившего себе славу всенародного весёлого праздника, прекрасной альтернативы бюргерских вастлавьев) постепенно стали забываться. С середины XIX века в связи с массовым переходом латышского населения Прибалтийского края в православие, поощряемое российскими властями, праздник был перенят православной церковью (6 августа — день Покрова Пресвятой Богородицы) и утратил некоторые развлекательные черты. Умуркумурс официально начинался праздником урожая, который органично перетекал в Яблочный спас. Это определило название популярного во второй половине XIX века Яблочного рынка. В связи с ликвидацией горы Куббе (в 1780-е годы по распоряжению начальника рижской инженерной коллегии Голенищева-Кутузова) место дислокации Яблочного рынка переместилось на эспланаду. Крестьяне со всех районов Лифляндской губернии съезжались на праздник с целью реализовать свою продукцию. Такие широкомасштабные ярмарочные мероприятия с некоторым оттенком прошлых шаловливых игр продолжались аккурат до 1884 года. После этого эспланада понемногу начала превращаться в обустроенное цивильное место, и мероприятие в силу новых тенденций общественной жизни города и губернии потеряло свой первоначальный лоск, что обусловило утрату интереса со стороны жителей.
В современной Латвии праздник Умуркумурс пытаются возрождать, однако отнюдь не в том былом размахе, в котором его отмечали два с половиной столетия. Сейчас его проведение совмещено с традиционной ярмаркой крестьянской продукции, которая проходит в день святого Михаила на Ратушной площади возле здания мэрии.